# Bergmannshaus
Bergmannshaus ist eine Ortslage im Norden der bergischen Großstadt Wuppertal.

## Lage und Beschreibung
Die Ortslage liegt im Wohnquartier Dönberg im Stadtbezirk Uellendahl-Katernberg auf einer Höhe von 286 m ü. NHN an der heutigen Dönberger Straße. Der ursprüngliche Wohnplatz ist in der Wohnbebauung des Dönberger Siedlungsbereichs aufgegangen.
Benachbarte Orte sind neben Dönberg die Höfe und Ortslagen Gemeinde, Langenbruch, Pastorat, Wordenberg, Horather Schanze, Dickkothen, Hasenbach, Goldene Kothen und Auf’m Hagen.
In der lokalen Mundart wurde der Ort auch als Bergmannshuus oder Teschemachersbrook bezeichnet.

## Etymologie und Geschichte
Im 19. Jahrhundert gehörte Bergmannshaus zu den Außenortschaften der Bauerschaft und der Kirchengemeinde Dönberg in der Bürgermeisterei Hardenberg, die 1935 in Neviges umbenannt wurde. Damit gehörte es von 1816 bis 1861 zum Kreis Elberfeld und ab 1861 zum alten Kreis Mettmann. 
Der Ort ist auf der Gemeinde Charte des Parzellar Katasters der Bürgermeisterei Hardenberg von 1815/16 als am Teschemachersbruch eingezeichnet. Der Ort ist auf der Topographischen Aufnahme der Rheinlande von 1824 als Bergmannshäusgen und auf der Preußischen Uraufnahme von 1843 als Teschemachers eingezeichnet.
Im Gemeindelexikon für die Provinz Rheinland von 1888 werden zwei Wohnhäuser mit 20 Einwohnern angegeben.
Mit der Kommunalreform von 1929 wurde der südliche Teil Dönbergs von Neviges abgespalten und mit weiteren, außerhalb von Dönberg liegenden Nevigeser Ortschaften in die neu gegründete Stadt Wuppertal eingemeindet, so auch Bergmannshaus. Nördlich von Bergmannshaus verlief bis 1975 die Stadtgrenze zwischen Wuppertal und Neviges, südlich davon bis 1929 die von Neviges zu Elberfeld. Durch die nordrhein-westfälische Gebietsreform kam Neviges mit Beginn des Jahres 1975 zur Stadt Velbert und das restliche Dönberg wurde ebenfalls in Wuppertal eingemeindet. Dadurch verlor Bergmannshaus seine Grenzlage.